# Murex aduncospinosus
Murex aduncospinosus, tiếng Anh thường gọi là Short-spined murex, là một loài ốc biển săn mồi cỡ lớn, là động vật thân mềm chân bụng sống ở biển thuộc họ Muricidae, họ ốc gai.